# خليج سبنسر

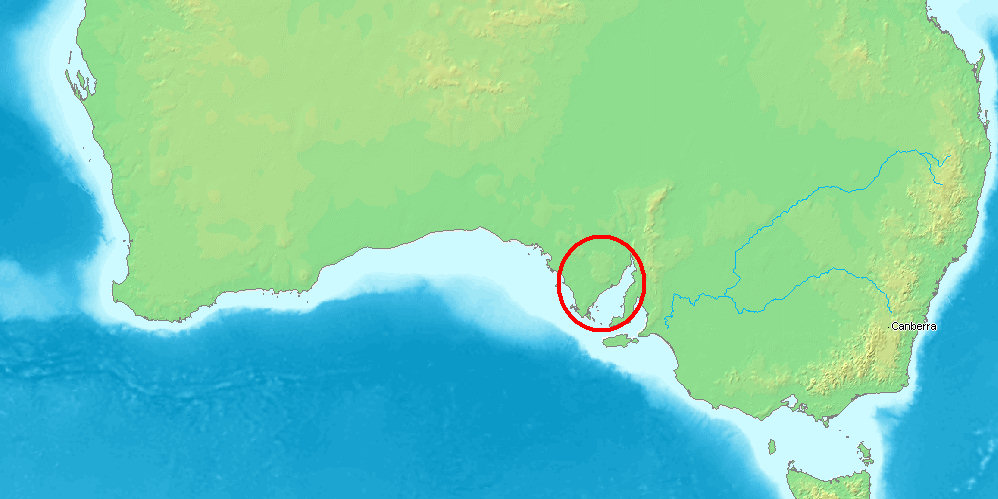
موقع خليج سبنسر في أستراليا.

خليج سبنسر Spencer Gulf، أحد المدخلين الكبار للساحل الجنوبي الأسترالي، ويقع في ولاية أستراليا الجنوبية، قبالة الخليج الأسترالي العظيم. يمتد الخليج بطول 322 كم وعرض 129 كم عند مدخله. الشاطئ الغربي للخليج هو شبه جزيرة إير، والجانبه الشرقي شبه جزيرة يورك، والتي تفصله عن خليج سانت فنسنت الأصغر. مدخله عرفه ماثيو فليندرز كخط يمتد من كيب كاتاستروف على شبه جزيرة إير حتى كيب سبنسر على شبه جزيرة يورك.
أكبر البلدات على الخليج هي بورت لينكولن، وايالا، بورت بيري، وبورت أوغستا. البلدان الأصغر تشمل تومبي باي، بورت نيل، أرنو باي، كاول، بورت جرمين، بورت بروتون، والارو، بورت هيوز وبورت فكتوريا.

## التاريخ
في 20 مارس 1802 أطلق عليه فلاندرز اسم خليج سبنسر، على اسم جورج جون سبنسر، إيرل ثاني سبنسر، الجد الأكبر لديانا، أميرة ويلز.

## الحياة البرية

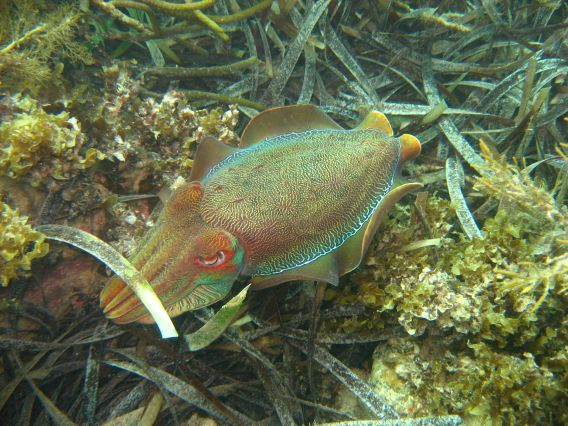
The world's largest known breeding aggregation of Sepia apama occurs in Spencer Gulf.

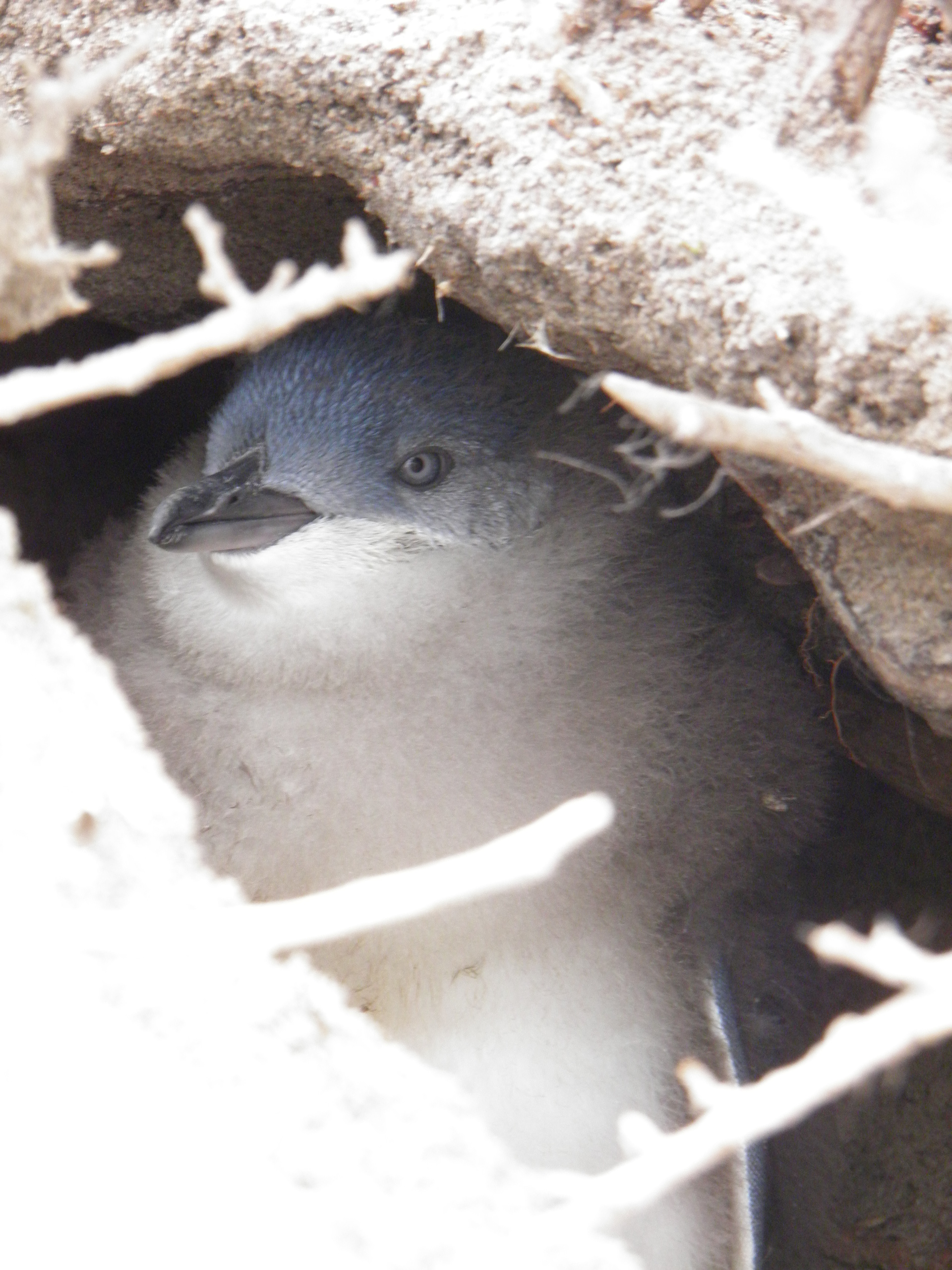
تزاوج البطريق الصغير على الجزر في خليج سبنسر.

## المنتزهات البحرية
المنتزهات البحرية في خليج سبنسر (من الشمال إلى الجنوب):
- منتزه خليج سبنسر البحري الأعلى[2]
- منتزه فرانكلين هاربر البحري[3]
- منتزه خليج سبنسر البحري الشرقي[4]
- منتزه مجموعة ضفاف سير جوزف البحري[5]
- منتزه خليج سبنسر البحري الجنوبي[6]

## الجزر
يضم خليج سبنسر عدد من الجزر الساحلية والبحرية. وهي (من الشمال إلى الجنوب):
- جزيرة كورلو (جنوب بورت أوغستا)
- جزيرة ويرونا (شمال بورت بيري)
- جزيرة شاغ (شمال بورت بروتون)
- جزيرة إنترانس (بالقرب من كاول)
- جزر بيرد (بالقرب من والارو)
- جزيرة ليبسون (شمال خليج تومبي)
- جزيرة تومبي (جنوب خليج تومبي)
- جزيرة واردانغ ومجموعة جزر غوز (بالقرب من بورت فيكتوريا)
- مجموعة ضفاف سير جوزف (قبالة خليج تومبي)
- جزيرة لوث وجزيرة رابيت (في خليج لوث)[7]
- جزيرة بوسطن (في خليج بوسطن)[7]
- جزيرة غرانتهام وجزر بيكر (في خليج بروبر)[7]
- جزيرة دونيغتون، كاركاس روك، جزيرة أوين، جزيرة تايلور، جزيرة غريندال، جزيرة ليتل، جزيرة لويس، جزيرة هوبكنز وجزيرة ثيستل (شرق شبه جزيرة جوسيو)..[7]
- جزيرة ميدل، جزيرة ساوث وجزيرة رويستون (في خليج بوندالوي)
- جزر غامبير تشمل جزيرة ودج (في مدخل خليج سبنسر)

## خليج سبنسر في الأفلام والفيديو
منطقة خليج سبنسر، وحياتها البرية وتطورها كانت مادة لأفلام وثائقية حملت اسم كتلفيش كنتري.

## معرض الصور

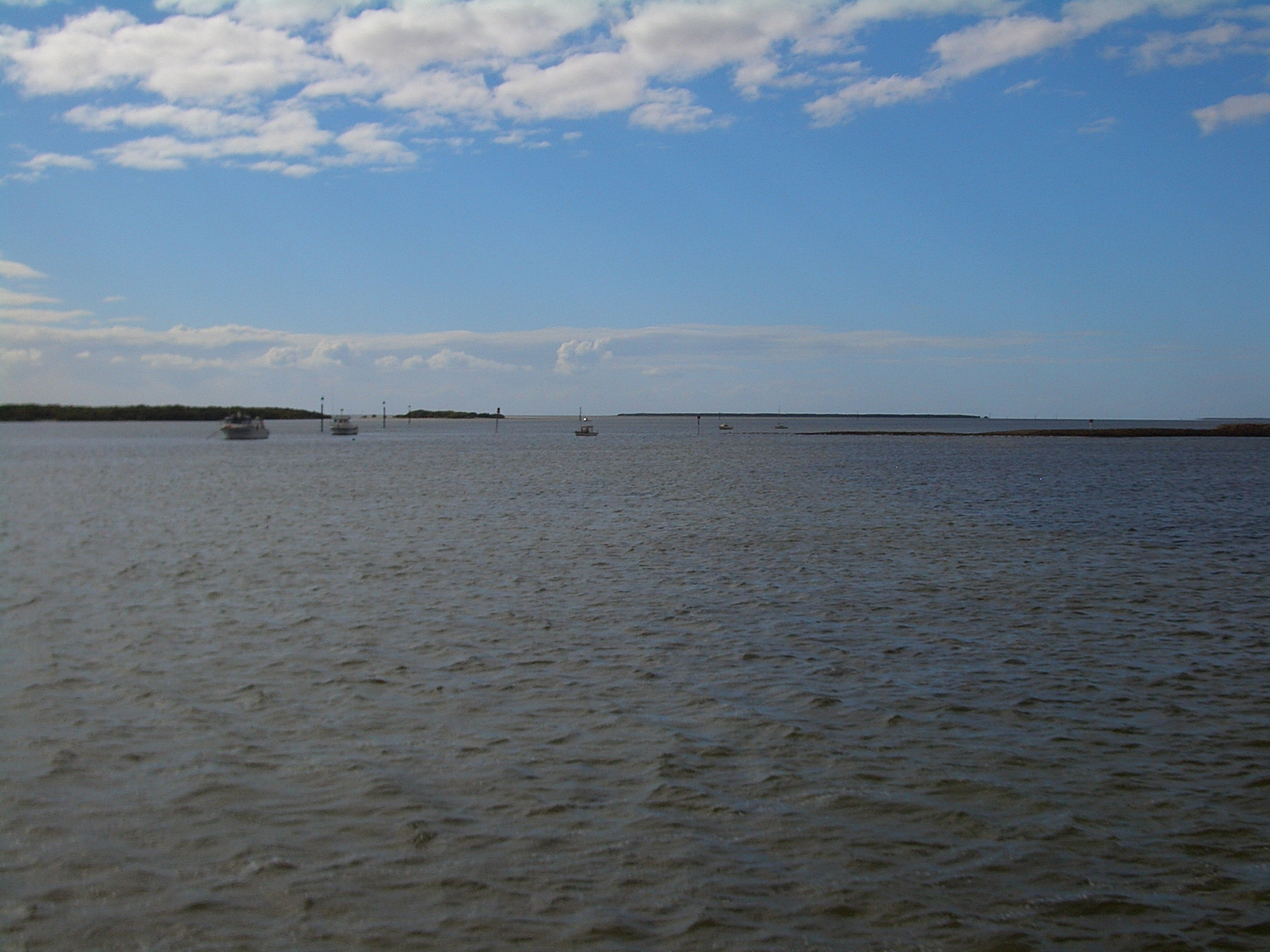
مرفأ بورت بروتون على الشاطئ الشرقي لخليج سبنسر.
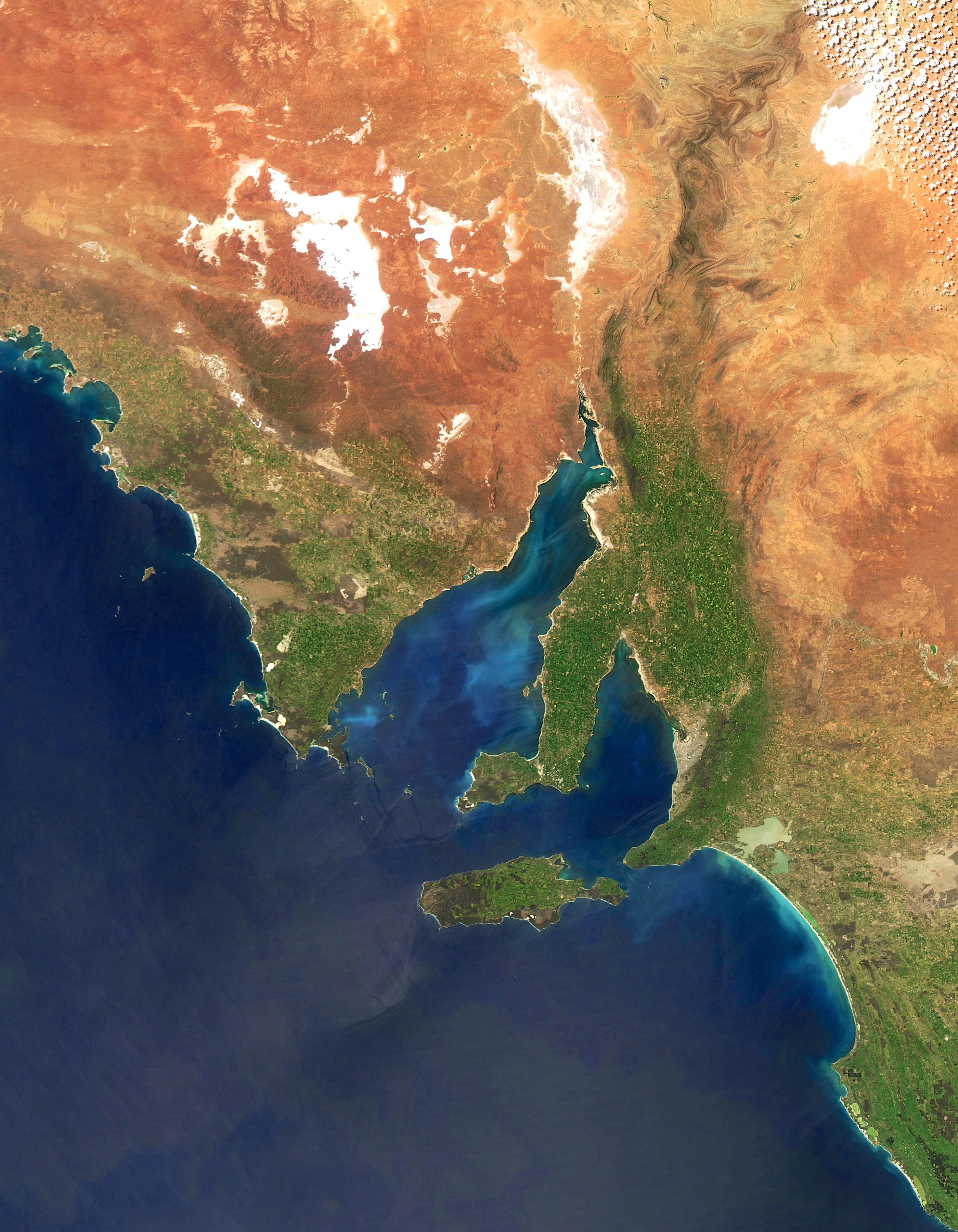
خليج سبنسر كما يظهر من سواتل ناسا.
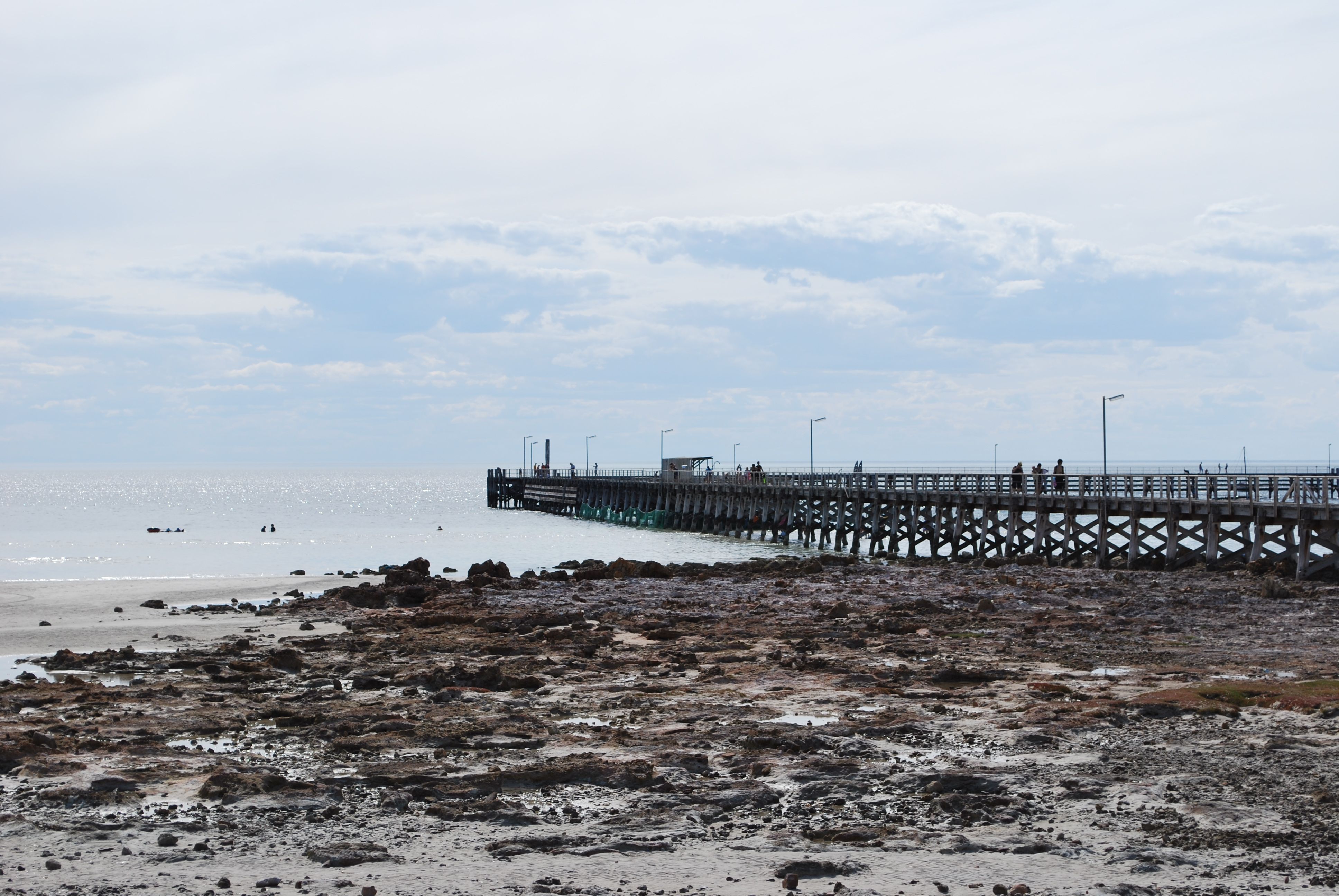
Moonta Bay Jetty on the Eastern shore of Spencer Gulf